# Discovery forrópont

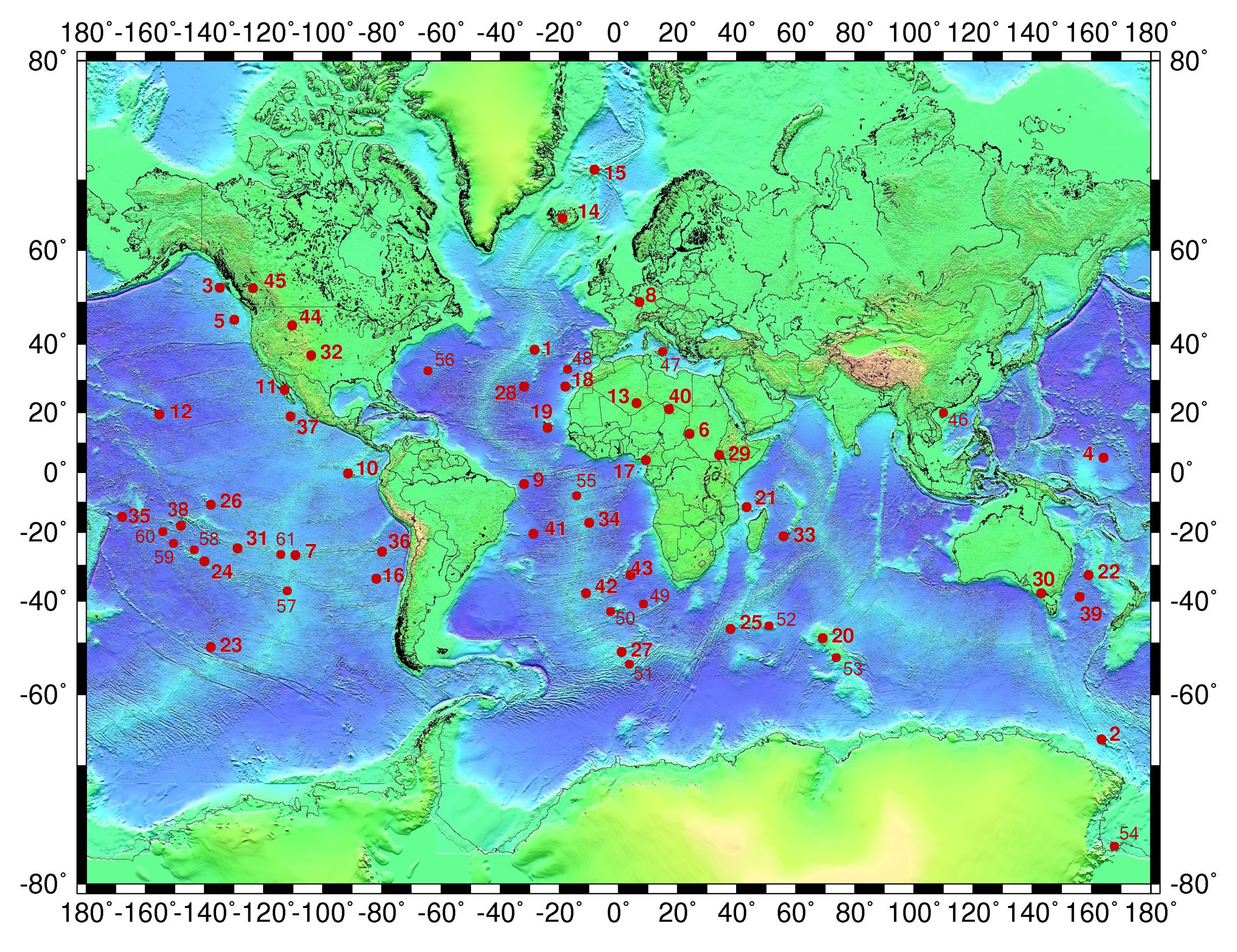
A Föld forrópontjai. 50-es számmal a Discovery forrópont.

A Discovery forrópont az Atlanti-óceán medencéjének déli részén található, a Discovery tengeri hegységgel hozható kapcsolatba. A forrópont a hegységtől délnyugati irányban található, erre a közép-atlanti hátság kőzetformációi utalnak. A forrópont létezését 1972-ben vetették fel, de az utóbbi időben többen is vitatják.
A forrópont egy csoportot alkot a Shorna és Gough forrópontokkal, ezért több kutató is felvetette azt a gondolatot, hogy ezek az Afrika alatti szuperfeláramlás kísérői lehetnek. Ezt alátámasztja, hogy a nyomaik szinkronban vannak.